# John Sopinka
John Sopinka, né le 19 mars 1933 et décédé le 24 novembre 1997, est un joueur de football canadien, avocat et juge canadien. Il est à partir de 1988 juge puîné de la Cour suprême du Canada, le premier Ukraino-Canadien à être juge de cette cour.

## Biographie
John Sopinka est né le 19 mars 1933 à Broderick en Saskatchewan où il vécut jusqu'à ce que sa famille déménage à Hamilton en Ontario. Il a reçu un baccalauréat universitaire ès lettres et un baccalauréat universitaire en droit de l'Université de Toronto. Pendant ses études en droit, il a également joué professionnellement au football canadien avec les Argonauts de Toronto de 1955 à 1957, avec lesquels il a joué un total de 29 parties, puis, avec les Alouettes de Montréal en 1957, avec lesquelles il a joué huit parties, de la Ligue canadienne de football.
Il est entré au Barreau de l'Ontario en 1960 et a d'abord pratiqué le droit avec Fasken & Calven avant de devenir un partenaire senior de Stikeman Elliott. Il a été nommé conseiller de la reine en 1975 et a également enseigné à l'Osgoode Hall Law School et à la faculté de droit de l'Université de Toronto. Il est l'auteur de plusieurs ouvrages sur le droit.
Le 21 mai 1988, il a été nommé directement à la Cour suprême du Canada sana avoir été juge dans une cour inférieure ; ce qui n'était pas une pratique courante à l'époque.
Il est décédé à Ottawa le 24 novembre 1997 à cause d'une maladie du sang.

## Héritage

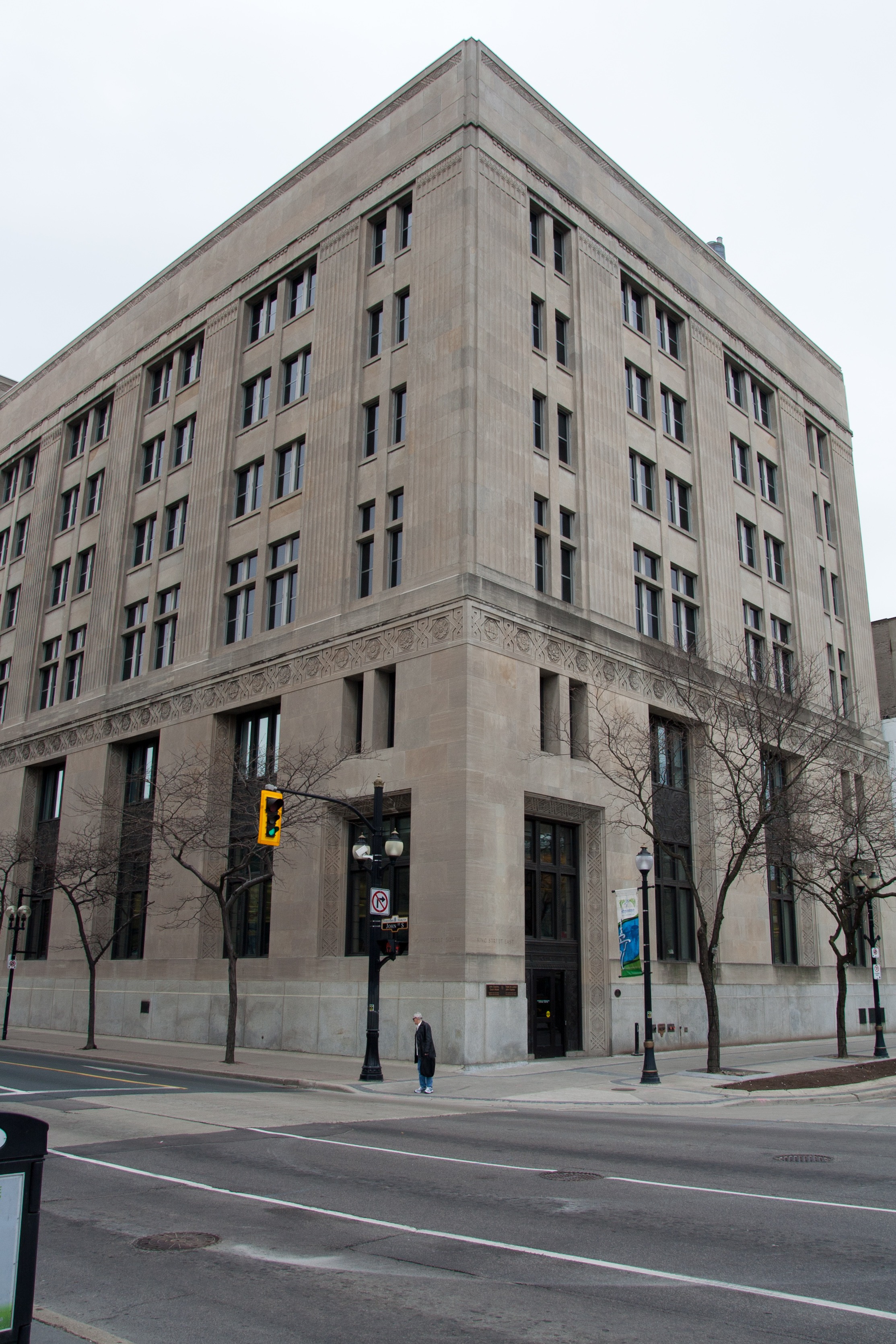
Le palais de justice John Sopinka au centre-ville de Hamilton en Ontario.

En 1999, un nouveau palais de justice au centre-ville de Hamilton a été nommée en son honneur. Également en 1999, la Sopinka Cup (en) a été mise sur pied. Il s'agit d'une compétition annuelle de faux procès ouverte aux étudiants en droit de toutes les universités canadiennes.